# 고대 그리스의 노예제
고대 그리스의 노예제는 당대의 다른 문화권에서와 같이 널리 받아들여지는 관행이었다. 노예의 주요한 용도는 농업이었지만 채석장이나 광산에서 일하거나 가사도우미로 사용되기도 했고, 아테네의 데모시오이(δημόσιοι)와 같이 공공시설에서 사용되기도 했다.
현대 역사학계에서는 일반적으로 동산 노예제(노예가 인간 사회의 구성원이 아닌 재산의 일부로 간주되는 경우)와 토지에 묶인 집단을 따로 구분한다. 토지에 묶인 집단은 중세유럽의 농노(부동산의 연장)와 더 유사한데, 테살리아의 페네스타이(penestae)나 스파르타의 헬로트(helot)가 그 예다. 동산 노예는 자유를 박탈당하고 소유자에게 복종하도록 강요받는 개인으로, 소유자는 다른 모든 동산(動産)과 마찬가지로 노예를 사고팔거나 임대할 수 있었다.
고대 그리스의 노예제에 관한 학술적 연구는 오늘날 남아있는 기록이 매우 단편적이고 도시국가 아테네에만 초점을 맞추기 때문에 방법론적인 난점에 직면해 있다.